# Phytomyptera convecta
Phytomyptera convecta är en tvåvingeart som först beskrevs av Walker 1853.  Phytomyptera convecta ingår i släktet Phytomyptera och familjen parasitflugor. Inga underarter finns listade i Catalogue of Life.